# Rhinogobius
Rhinogobius – rodzaj ryb z rodziny babkowatych.

## Klasyfikacja
Gatunki zaliczane do tego rodzaju:
| - Rhinogobius albimaculatus - Rhinogobius boa - Rhinogobius brunneus - Rhinogobius candidianus - Rhinogobius carpenteri - Rhinogobius changjiangensis - Rhinogobius changtinensis - Rhinogobius chiengmaiensis - Rhinogobius cliffordpopei - Rhinogobius davidi - Rhinogobius delicatus - Rhinogobius duospilus - Rhinogobius filamentosus - Rhinogobius flumineus - Rhinogobius formosanus - Rhinogobius genanematus - Rhinogobius gigas - Rhinogobius giurinus - Rhinogobius henchuenensis - Rhinogobius henryi | - Rhinogobius honghensis - Rhinogobius imfasciocaudatus - Rhinogobius immaculatus - Rhinogobius lanyuensis - Rhinogobius leavelli - Rhinogobius lentiginis - Rhinogobius lindbergi - Rhinogobius lineatus - Rhinogobius linshuiensis - Rhinogobius longyanensis - Rhinogobius lungwoensis - Rhinogobius maculafasciatus - Rhinogobius maculicervix - Rhinogobius mekongianus - Rhinogobius milleri - Rhinogobius multimaculatus - Rhinogobius nammaensis - Rhinogobius nandujiangensis - Rhinogobius nantaiensis - Rhinogobius ogasawaraensis | - Rhinogobius parvus - Rhinogobius ponkouensis - Rhinogobius reticulatus - Rhinogobius rubrolineatus - Rhinogobius rubromaculatus - Rhinogobius sagittus - Rhinogobius sowerbyi - Rhinogobius sulcatus - Rhinogobius szechuanensis - Rhinogobius taenigena - Rhinogobius variolatus - Rhinogobius vermiculatus - Rhinogobius virgigena - Rhinogobius wangchuangensis - Rhinogobius wangi - Rhinogobius wuyanlingensis - Rhinogobius wuyiensis - Rhinogobius xianshuiensis - Rhinogobius yaoshanensis - Rhinogobius zhoui |

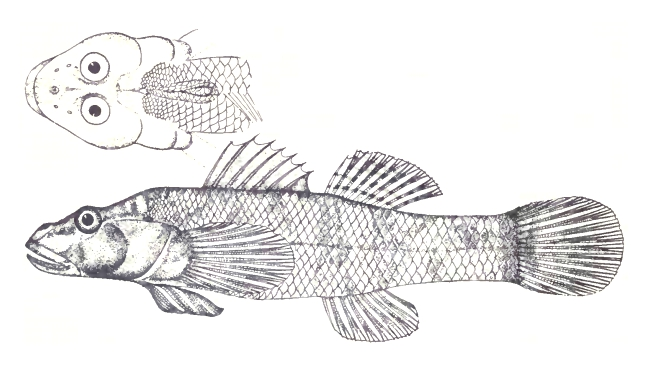
Rhinogobius bucculentus
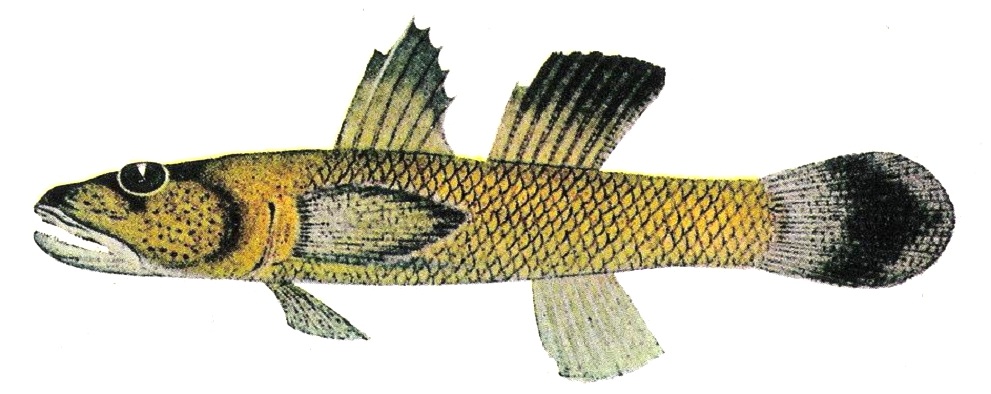
Rhinogobius carpenteri
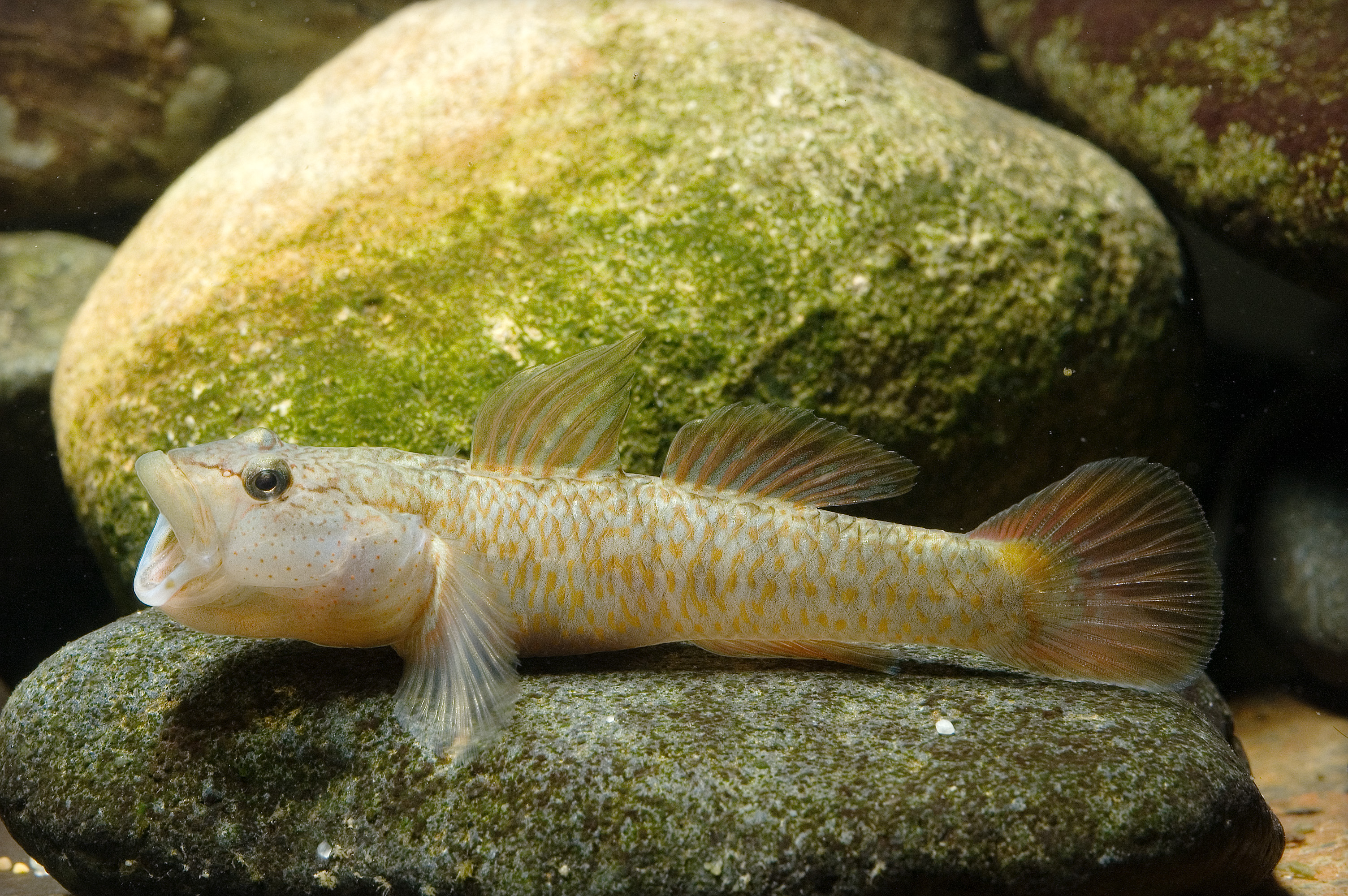
Rhinogobius flumineus
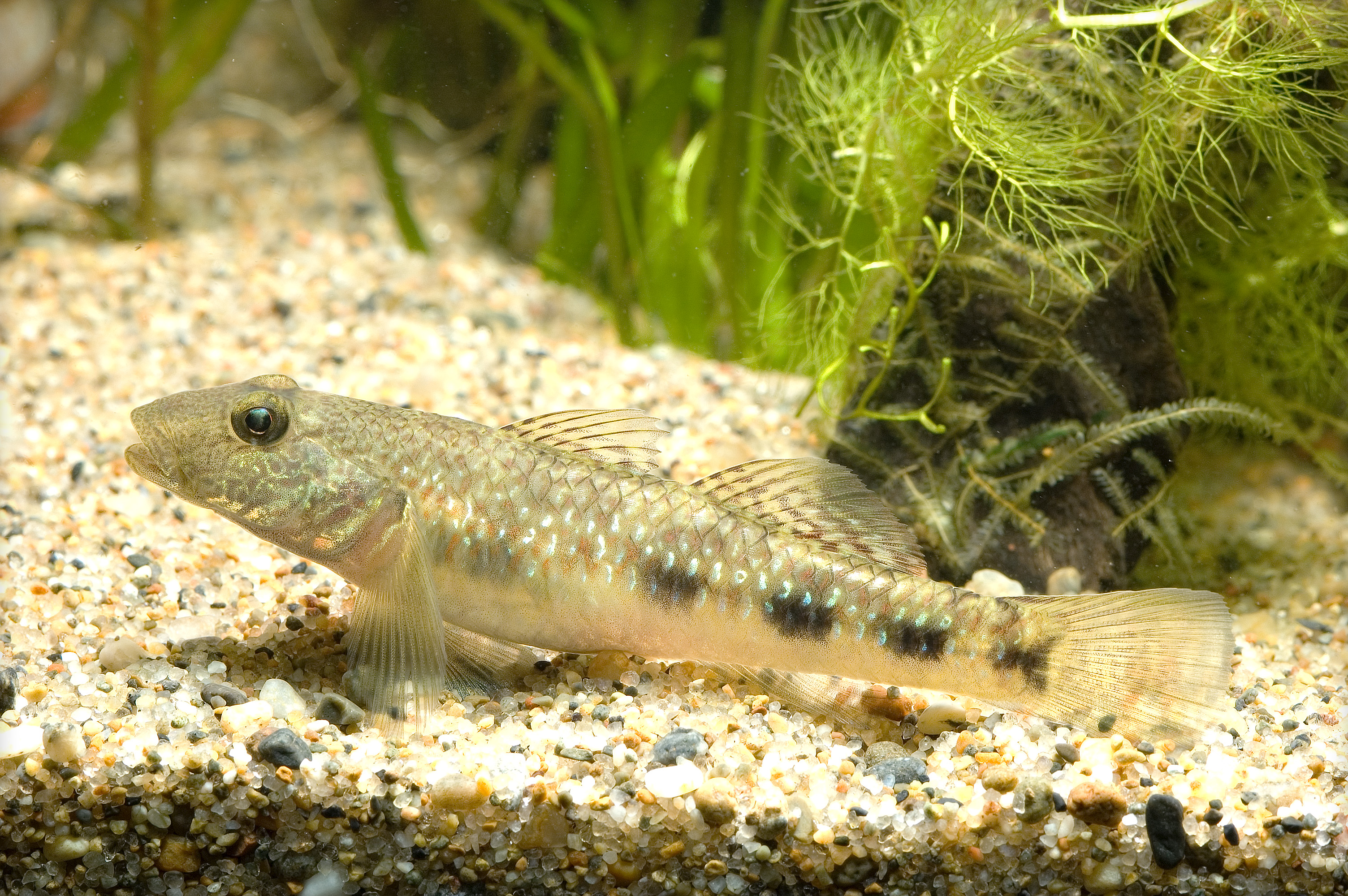
Rhinogobius giurinus